# Solidus

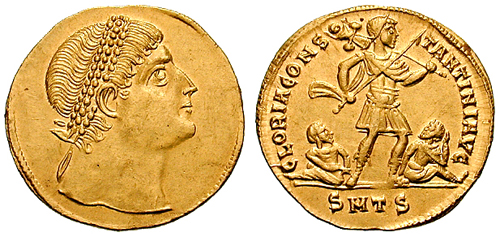
Monedă de 1 1/2 Solidus, emisă sub Constantin cel Mare; 6,83 g de aur; avers: Cap, spre dreapta, poartă drept diademă trei benzi de perle, ochii ridicați la cer; revers: circular, inscripția GLORIA CONSTANTINI AVG; în centru, spre dreapta, în picioare, Constantin ține transversal o lance, în mâna dreaptă, un trofeu peste umărul stâng, iar doi captivi la picioarele lui; jos, în exergă, inscripția SMTS; monetăria din Salonic, anul 327.

Solidus (în latină solidus, la plural solidī) a fost o monedă de aur emisă pentru prima oară în vremea lui Constantin cel Mare și care a circulat din 309 în Imperiul roman (perioadă romană și bizantină) până la reforma monetară a lui Alexie Comnenul. Cântărea 4,55g și valora 24 siliquae. Solidus avea diametrul de 22 mm.
Această monedă a cunoscut o excepțională stabilitate pe care a păstrat-o până în secolul al XI-lea, devenind baza sistemului monetar din Imperiul Roman târziu, apoi în Imperiul Bizantin.

## Originea monedeisolidus
Solidus este emis de Constantin cel Mare pentru a-și finanța armata și războaiele civile și înlocuiește moneda aureus bătută de Dioclețian, corespunzătoare a 1/60 dintr-o livră romană, adică 5,4 grame. Această monedă a fost bătută, pentru prima oară, în atelierul de la Colonia Augusta Trevorum, din Germania, prin anul 309 sau 310, cu o primă diminuare a greutății, apoi, după victoria asupra lui Maxențiu, în 312 de către atelierele monetare din Italia, cu o greutate din nou diminuată la 1/72 dintr-o livră romană, adică 4,55 grame, uneori având marcajul LXXII, care precizează această greutate. În același timp, emisiunile de aureus de 5,4 grame încetează în 313.
Constantin a putut menține greutatea solidus-ului la 1/72 dintr-o livră romană (327,45 gr.) recuperând, în anul 324, tezaurul de război al adversarului său Licinius, apoi, în 331, prin confiscarea metalelor prețioase păstrate în templele păgâne romane. Standardul de greutate stabilit la 1/72 dintr-o libră romană se poate vedea pe aversul monedei, în exergă, alături de prescurtarea monetăriei, prin literele OB care în grecește desemnează cifra 72 (a 72-a partte dintr-o libră romană). Prin urmare pe un solidus bătut în capitală se poate distinge în exergă legenda CONOB (CON - de la Constantinopol, OB - 72 - standardul de greutate). Totodată literele OB desemnează și prescurtarea de la obryziacum - purificat, ceea ce sublinia noua monedă față de vechiul aureus roman. În sfârșit, pentru realimentarea stocului său de aur, într-un mod mai regulat, și pentru asigurarea cheltuielilor sale considerabile, Constantin a trebuit să creeze noi impozite, plătibile, în cea mai mare parte, în aur:
- Chrysargiros, în greacă, „aur” sau „argint”, ridicat la fiecare patru ani de la comercianți și meșteșugari;
- aur coronar, în latină aurum coronarium[10], datorat de decurionii[11] cetăților;
- aur oblatic, în latină aurum oblaticum[12], contribuția impusă senatorilor.

În afară de emisiunile obișnuite de solidus, au fost bătuți multipli de solidus: un solidus și jumătate, doi solidi, chiar mai mult, în număr limitat, pentru comemorarea unor evenimente cum sunt aniversările imperiale, numirea unor înalți demnitari, sau pentru cadouri. Unele monede bătute ajungeau la mai multe sute de grame de aur, dar nu mai este vorba atunci de obiecte destinate circulației bănești, ci de medalii care se tezaurizează.

## Consolidareasolidus-ului

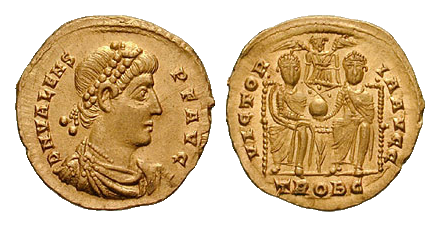
Solidus emis de Valens la monetăria de la Colonia Augusta Trevorum, în 374 - 377 (4,44 grame); avers: cap purtând diademă de perle, spre dreapta; D N VALENS P F AVG, tunică și armură; revers: Valens și Valentinian I așezați în față, țin împreună un glob, aripile Victoriei; (palmier), TROBC în exergă, marcajul OB certificând titlul în aur pur.

Producția de solidi, încetinită după reciclarea tezaurelor lui Licinius, este reluată începând din anul 340, mulțumită unui nou aflux de aur provenind din zăcămintele caracterizate prin impuritățile lor de platină, exploatate până spre anul 390.
Garanția greutății solidus-ului este economic necesară, dar ea este amenințată de uzura naturală a monedelor în cursul circulației lor, precum și prin fraudele prin pilire sau prin ciuntire, constând în prelevarea unei mici cantități de aur din fiecare monedă. Împăratul Iulian, a instaurat, în anul 363, funcționari controlori în fiecare oraș al Imperiului, însărcinați să verifice greutățile solidi-lor și să arbitreze litigiile dintre cumpărătorii și vânzătorii de solidi. Controlorii foloseau greutăți sau mici balanțe calibrate la 4,5 grame. Această măsură a fost menținută de succesorii săi, Valentinienii.
În anul 368, Valentinian I și Valens întăresc valoarea solidus-ului impunând trecerea titlului în metal prețios de la 95% la peste 99%, garantat prin sigla OB (pentru obryziacus, adică aur pur, de 24 k), pe reversul monedelor, exergă.
Sub Teodosiu I, crearea monedei semissis (1/2 dintr-un solidus) și mai ales a tremissis (1/3 dintr-un solidus), acesta din urmă având greutatea de 1,5 g (de aur), emise din abundență, face aurul mult mai accesibil pentru persoanele particulare și crește și mai mult difuzarea sa în circuitele economice.

## Preponderențasolidus-ului
Singura monedă stabilă a unui sistem monetar în care greutățile monedelor de argint și de bronz fluctuau frecvent, în general în scădere, și difuzată în tot Imperiul Roman, solidus-ul este singurul mijloc de exprimare a datoriilor și a prețurilor protejându-se de deprecieri. Georges Depeyrot rezumă astfel: 
„banul de aur devine pivotul economiei și al schimburilor pentru secole.”
Aurul devine referință pentru sistemul fiscal și cheltuielile imperiale. Taxele se exprimă în solidi, și uneori în fracțiune de solidus. Amenzile, cunoscute de Codul Teodosian / Codex Theodosianus, nu se mai exprimă decât în aur, începând din anul 360. Cheltuielile militare, soldele regulate și gratificațiile excepționale, în latină donativa, sunt reglementate în solidi.
Prin intermediul impozitului, solidi reveneau în casieriile statului, pentru a fi retopiți în lingouri, ceea ce permitea aprecierea greutății, apoi rebătuți. Plecând de la evaluarea efectivelor armatei în a doua jumătate a secolului al IV-lea, producția anuală de solidi este estimată între 1 și 2 milioane de piese, și se pare că erau și mai mari în timpul marilor mobilizări militare din timpul conflictelor.

## Solidus-ul în Antichitatea târzie

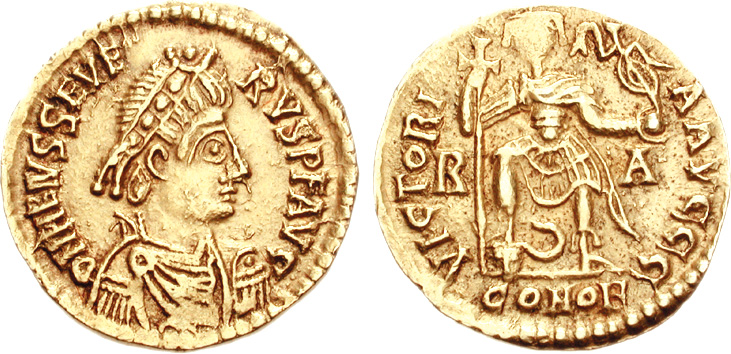
Solidus cu numele lui Libius Severus (461-466), emisiune vizigotică AV Solidus (4,38 g, 6h); avers: D N HBIVS SEVE-RVS P F AVG, cap cu diademă de perle, bust drapat și în armură, spre dreapta; revers: împăratul, în picioare, supune sub piciorul drept șarpele cu chip de om, VICTORIA, R-A//COMOB (marcă de atelier)

În 395, ultima separare a Imperiului între Imperiul Roman de Răsărit și Imperiul Roman de Apus nu schimbă unitatea sistemului monetar, solidi bătuți Constantinopol circulă în Occident.
În Imperiul Roman de Răsărit, numele grecesc al monedei este încă de la început nomisma, un nume care continuă, în timp ce utilizarea oficială a latinei dispare, însă numismații continuă să desemneze această monedă prin numele său latinesc, solidus, pentru emisiunile sale, până în secolul al X-lea, epoca sa de devaluare.
Situația este mai complexă în Imperiul Roman de Apus, după marile invazii: în fortificațiile romane, atelierele monetare imperiale de la Ravenna, de la Milano, de la Roma și uneori de la Arles continuă să emită soldi cu efigia împăraților, până la Romulus Augustulus, în 476, în timp ce popoarele germanice instalate în calitate de federate în provinciile periferice bat, la rândul lor, soldi, tot cu numele împăratului în funcție, dar cu mărci de ateliere fictive. Astfel, începând de la sfârșitul domniei lui Valentinian al III-lea, spre anul 450, regatul vizigot de la Toulouse emite solidi cu greutate mai mică, efemerul regat sueb din Spania treimi de soldi, apoi burgunzii fac același lucru.
După sfârșitul politic a Imperiului Roman de Apus, marcat prin destituirea lui Romulus Augustulus, în 476, solidus-ul are totuși curs. El este imitat de regii barbari, îndeosebi de Merovingieni, deși cel mai adesea sub forma unor treimi de solidus (tremisses). Este folosit drept unitate de cont pentru reparațiile Wergeld, din dreptul germanic, care stabilea compensațiile financiare pentru atingerile la persoană. Moneda este atât de populară încât este bătută inclusiv de regii ostrogoți chiar în perioada războaielor lor cu Iustinian, moneda purtând efigia împăratului. În tezaure se găsește pe tot cuprinsul Imperiului Roman (Orient și Occident) precum și în zone din afară - Persia, peninsula Scandinavă (ca urmare a plății mercenarilor vikingi care constituiau garda imperială de la Constantinopol) și chiar mai departe, pe drumul mătăsii, către China.

## Reprezentări
Solidi emiși de împărații romani din Bizanț

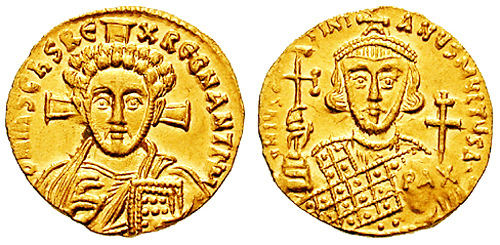
Solidus emis sub împăratul Iustinian al II-lea; avers: dN IhS ChS REX REGNANTIVM, bustul lui Hristos, din față; revers: DN IVSTINIA NVS MVLTVS A, efigia împăratului încoronat, din față, purtând loros, ținând în mâna dreaptă o cruce, iar în mâna stângă, ținând un globus cruciger, iar pe glob stă gravat cuvântul latinesc PAX Moneda cântărește 4.42 grame și a fost bătută la Constantinopol, în anul 705 AD.

Primul solidus, emis în timpul domniei lui Constantin cel Mare, avea pe avers reprezentarea efigiei acestuia, iar pe revers o alegorie romană păgână. După legalizarea creștinismului în Imperiul Roman (313), pe reversul monedelor au fost reprezentate o cruce grecească sau un înger.
Imaginea monedei diferă de cea a vechiului aureus. În general aureusul se caracteriza printr-o reprezentare extrem de fidelă (aproape de perfecțiune, nici în perioada contemporană nu întâlnim așa ceva, arta meșterilor monetari romani atinge perfecțiunea) a împăratului. Practic, nu este nevoie de deslușirea inscripției cu numele emitentului, era destul de a privi chipul emitentului pentru a percepe identitatea sa. Odată cu Constantin cel Mare și cu noua monedă, chipul cezarului tinde să se standardizeze (standardizat desigur după chipul palid al lui Constantin) Începând cu el, pentru deslușirea emitentului trebuie citită legenda monedei, toți împărații fiind asemănători lui Constantin cel Mare (Iulian Apostatul, Theodosius, Iustinian, etc... până la cei din perioada clasică a bizanțului grecesc din secolele IX-X - Nichifor II Focas, Ioan Tzimiskes și Constantin Porfyrogenetul.. Reversul monedei cunoaște o varietate ceva mai mare, el continuând tradiția monetară romană de reprezentare a reversului prin victorii, edificii, înțelegeri între cele două imperii (concordia augustorum), evenimente (mutarea capitalei de la Roma la Constantinopol - pe solidii lui Constantin cel Mare). Legenda de pe avers s-a păstrat până la încetarea emiterii, fiind de factură romană - ex: DNCONSTANTINUSPPAVG - unde DN este prescurtarea de la DOMINUS NOSTER (urmează numele emitentului) PPAVG fiind PERPETUS AUGUSTUS. În cazul prezenței unui împărat asociat, la titulatura AVG se dubla litera G, legenda fiind AVGG (doi auguști). Legenda de pe revers diferă în funcție de emisiune. Greutatea și puritatea monedei se păstrează chiar în anumite perioade de criză (atacurile arabe sau persano-slavo-avare). Înlocuirea solidusului cu hyperperul s-a făcut ca urmare a reformei monetare a lui Alexie Comnenul, imperiul suferind pierderi teritoriale considerabile (întreaga Anatolie trecând în stăpânirea turcilor selgiukizi) precum și a cheltuielilor considerabile pricinuite de războaiele cu normanzii italieni și cu pecenegii - salvarea imperiului datorându-se modului extrem de strălucit cu care Alexie Comnenul a reușit să gestioneze toate aceste pericole.
În perioada iconoclastă efigia împăratului a fost înlocuită de imaginea lui Hristos, pe avers, iar pe revers reprezentările obișnuite au fost înlocuite cu semnul crucii grecești (brațe egale) sau a unei cruci latine pe un soclu cu trei trepte.
Popularitatea monedei a ajuns până în perioada contemporană și s-a materializat prin denumirea dată de contemporani pentru unitatea de măsură a purității metalului - karatul. Denumirea vine de la cea de a doua monedă emisă de Constantin cel Mare, siliqua (latină) sau keratia (grecește). Moneda era de argint și valora a 24-a parte dintr-un solidus. Prin urmare un solidus = 24 keratia (24 karate = aur pur, 1000/1000).

## Subdiviziuni
Sub Teodosiu I, au fost emise și monede cu valori fracționare:
- semissis: 1/2 dintr-un solidus;
- tremissis: 1/3 dintr-un solidus.

## Echivalențe între monede romane
|           | Solidus | Argenteus | Nummus | Radiate | Laureate | Denarius |
| --------- | ------- | --------- | ------ | ------- | -------- | -------- |
| Solidus   | 1       | 10        | 40     | 200     | 500      | 1000     |
| Argenteus | 1/10    | 1         | 4      | 20      | 50       | 100      |
| Nummus    | 1/40    | 1/4       | 1      | 5       | 12 1/2   | 25       |
| Radiate   | 1/200   | 1/20      | 1/5    | 1       | 2 1/2    | 5        |
| Laureate  | 1/500   | 1/50      | 2/25   | 2/5     | 1        | 2        |
| Denarius  | 1/1000  | 1/100     | 1/25   | 1/5     | 1/2      | 1        |

|            | Solidus | Miliaresion | Siliqua | Follis | Nummus |
| ---------- | ------- | ----------- | ------- | ------ | ------ |
| Solidus    | 1       | 12          | 24      | 180    | 7200   |
| Miliarense | 1/12    | 1           | 2       | 15     | 600    |
| Siliqua    | 1/24    | 1/2         | 1       | 7 1/2  | 300    |
| Follis     | 1/180   | 1/15        | 2/15    | 1      | 40     |
| Nummus     | 1/7200  | 1/600       | 1/300   | 1/40   | 1      |

## Posteritateasolidus-ului
Numele solidus-ului este la originea denumirii monedei franceze medievale sol și, mai aproape de noi, sou, precum și a termenilor românești soldă, sold și soldat, din francezele solde, soldat, prin intermediar italian, soldo, „monedă”, soldato, care provine din cuvântul soldare, „a plăti o soldă”, fie direct din italienele soldo, soldato, ori din germanul Soldat.
În Italia zilelor noastre, cuvântul din italiană soldi semnifică „bani”, echivalent cu termenul din engleză money.

### Alte valori
Termenul solidus îl regăsim, pentru a denumi monedele medievale de argint cunoscute sub numele de Schilling în anul 1580, în Polonia, iar în anul 1589, în Transilvania,, precum și termenul din engleză Shilling, în Anglia.

## Solidus în Transilvania[32]
In următoarele 7 locuri din Transilvania s-au păstrat monede de tip solidus: Cernat (jud. Covasna), Frumoasa (jud. Harghita), Alba Iulia,
Ocna Mures, Mediaș, Odorheiul Secuiesc și Hunedoara.